# 政府与反对党
《政府与反对党》（Government and Opposition）是一份1965年起发行的同行评审学术期刊，现由剑桥大学出版社出版（2013年之前由Wiley-Blackwell出版）。该期刊每年出版4次，内容涵盖政治学关于比较政治学的研究。据2018年发布的期刊引证报告指，《政府与反对党》的影响因子为2.582，在176份政治科学类的期刊排名第32位。

## 资料来源
1. ↑  Elisabeth Gayon. . Madeleine Grawitz; Jean Leca  (编). . Presses Universitaires de France. 1985: 306. ISBN 2-13-038858-2 （法语）.
2. ↑  . . Web of Science Social Sciences. Thomson Reuters. 2018.

## 外部连结
- 官方网站